# Erannis trifasciata
Erannis trifasciata är en fjärilsart som beskrevs av Karl Schawerda. Erannis trifasciata ingår i släktet Erannis och familjen mätare. Inga underarter finns listade i Catalogue of Life.